# Reusor
Reusor (románul: Râușor) falu Romániában, Erdélyben, Brassó megyében.

## Fekvése
Fogarastól délkeletre, Huréztól északkeletre, a Sebes patak bal partján fekvő település.

## Története
Reusor nevét 1509-ben említette először oklevél Rusor néven. További névváltozatai: 1511-ben Russol, 1556-ban Russor, 1733-ban Ruossor, 1750-ben Ruschor, 1805-ben Rousor, 1808-ban Rusor ~ Russor, Reissen, Russu, 1861-ben Rusor, 1888-ban Rusor (Reusor), 1913-ban Reusor.
A trianoni békeszerződés előtt Fogaras vármegye Fogarasi járásához tartozott. 1910-ben 639 lakosából 12 magyar, 624 román volt, melyből 5 római katolikus, 265 görögkatolikus, 363 görögkeleti ortodox volt.

## Források

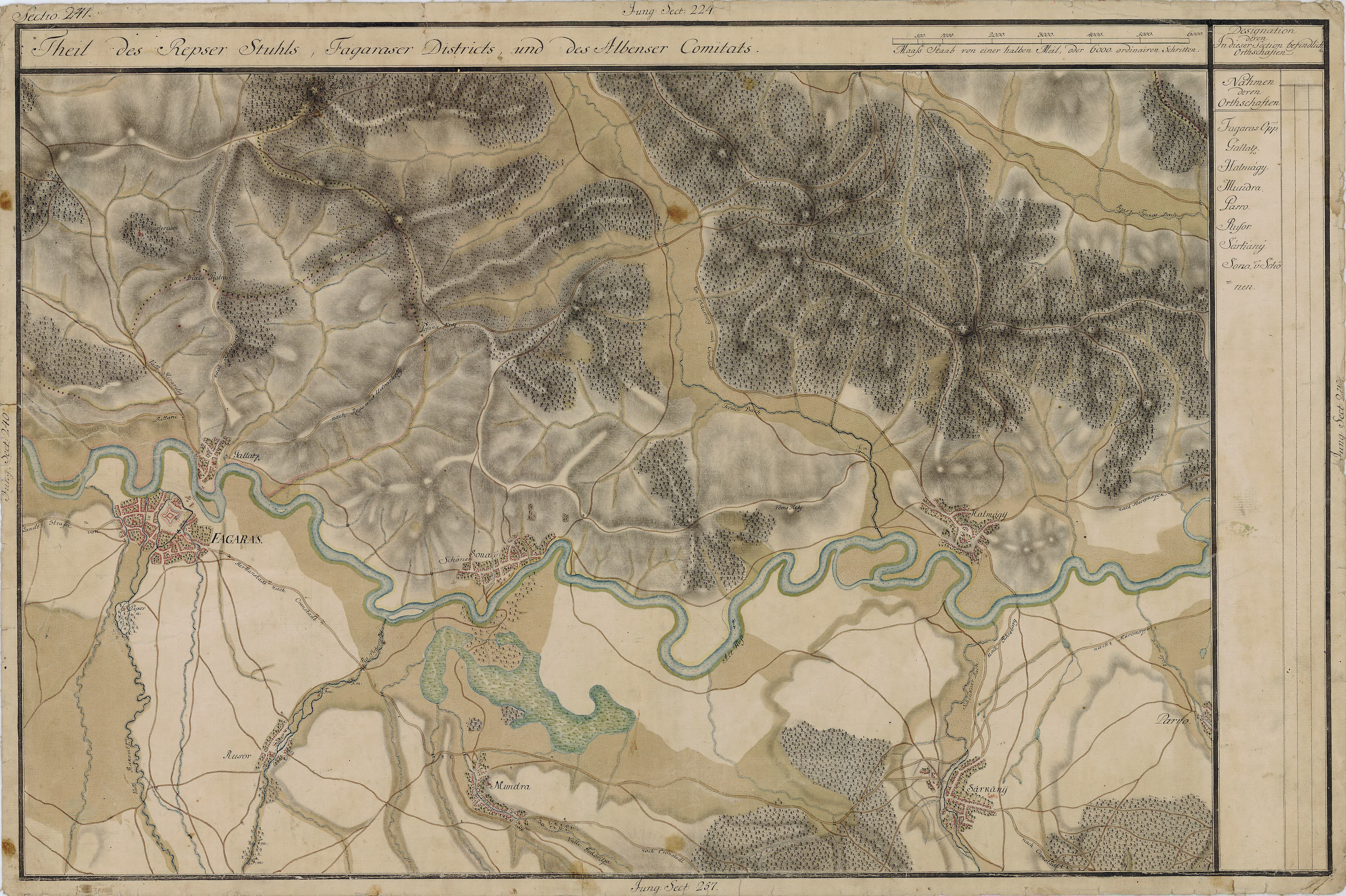
Reusor egy régi térképen